# 임 그리워
"임 그리워"는 한국에서 제작된 고영남 감독의 1970년 영화이다. 최무룡 등이 주연으로 출연하였고 전석진 등이 제작에 참여하였다.

## 출연

### 주연
- 최무룡
- 남궁원
- 윤정희

## 기타
- 조명: 이석천
- 미술: 노인택